# Leo Express

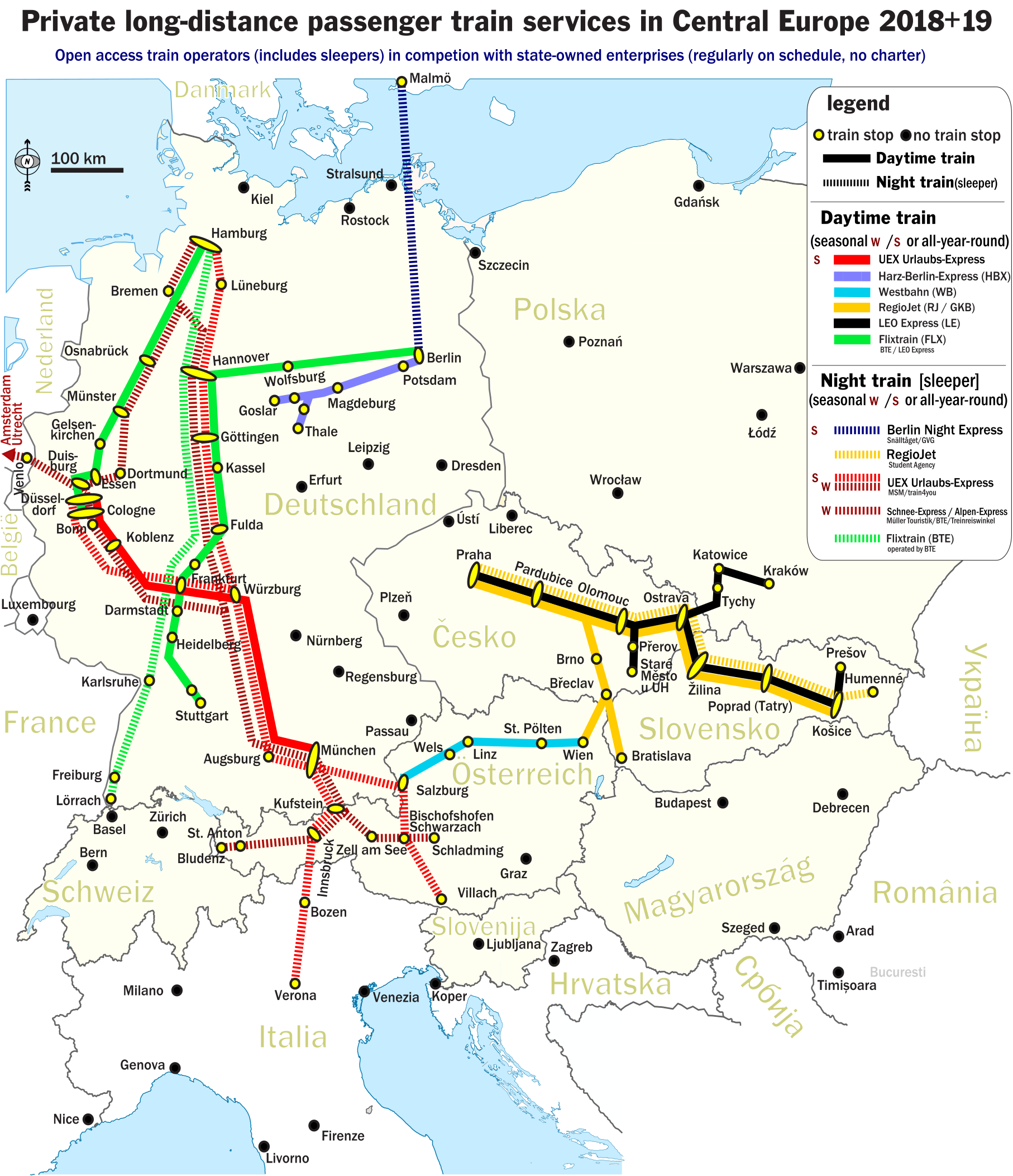
Verbindingskaart. Leo Express langeafstandstreinen in het zwart weergegeven

Leo Express (voorheen bekend als Rapid Express), is een trein- en busvervoerder in open toegang uit Tsjechië, opgericht in 2010. 
Het bedrijf verzorgt treindiensten in Tsjechië, Slowakije en Polen. Het bedrijf rijdt ook bussen naar Polen, Duitsland, Oostenrijk, Zuid-Bohemen en Oekraïne.

## Geschiedenis
Op 13 november 2012 startte het bedrijf een reizigerstrein in proefbedrijf, die effectief van start ging op 18 januari 2013, tussen Praag en Bohumín, een spoorlijn waarop de staatsspoorwegmaatschappij České dráhy en de open access-maatschappij RegioJet al met treinen reden. Eén trein per dag reed verder tot Košice in Slowakije. De eerste drie jaar vervoerden de Leo Express-treinen twee miljoen passagiers.
In april 2020 moest Leo Express veel van haar diensten beperken of annuleren als gevolg van de COVID-19-pandemie. Maanden later hervatte het bedrijf de diensten naar Tsjechië, Slowakije en Polen.
Eind 2021 werd aangekondigd dat de samenwerking tussen Leo Express en FlixTrain was ontbonden, vanwege de tijdelijke opschorting van de activiteiten van FlixTrain als gevolg van de COVID-19-pandemie en de economische schade die Leo Express als gevolg daarvan heeft geleden; Leo Express gaf aan van plan te zijn nieuwe kansen te zoeken binnen de Duitse markt.
In november 2020 heeft de Duitse Bundesbahnamt (EBA) Leo Express gecertificeerd om passagiersdiensten binnen Duitsland te exploiteren, hetzij als zelfstandige exploitant, hetzij via derden. Daarmee werd de exploitant de eerste Tsjechische treinvervoerder die deze toelating in Duitsland kreeg. Het is het vierde land waar Leo Express treinen mag rijden, na Tsjechië, Polen en Slowakije.
In maart 2021 werd aangekondigd dat de Spaanse nationale treinvervoerder RENFE een belang van 50 procent in Leo Express wou verwerven, om zijn zakelijke voetafdruk buiten de Spaanse markt te vergroten. In augustus 2021 werd de overname afgerond, waardoor RENFE de belangrijkste mede-eigenaar van Leo Express werd.
In 2023 meldde Leo een mogelijke dienst tussen Oostende (België) en Bratislava over klassiek spoor.

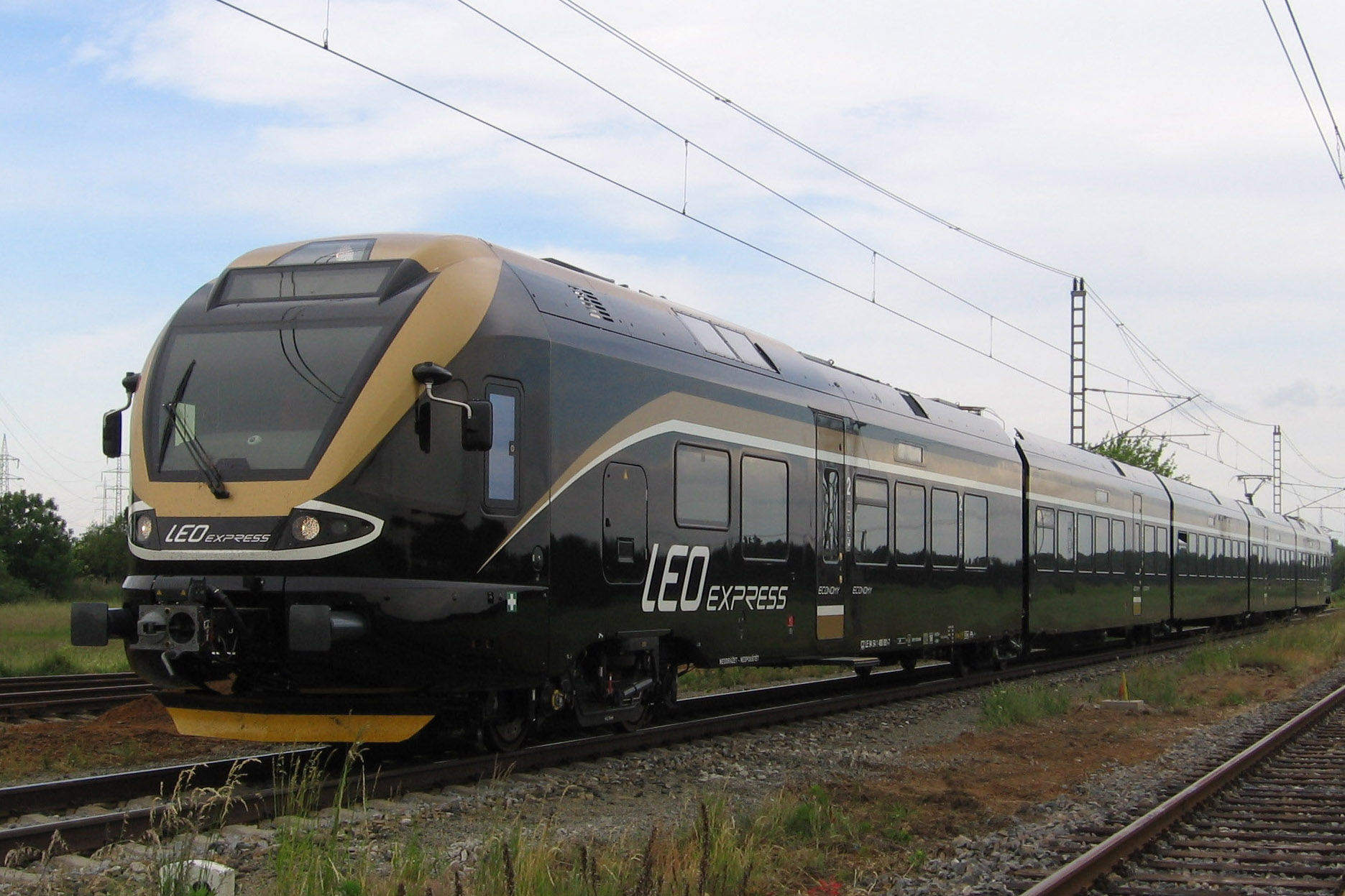
Stadler FLIRT in Leo Express-kleuren
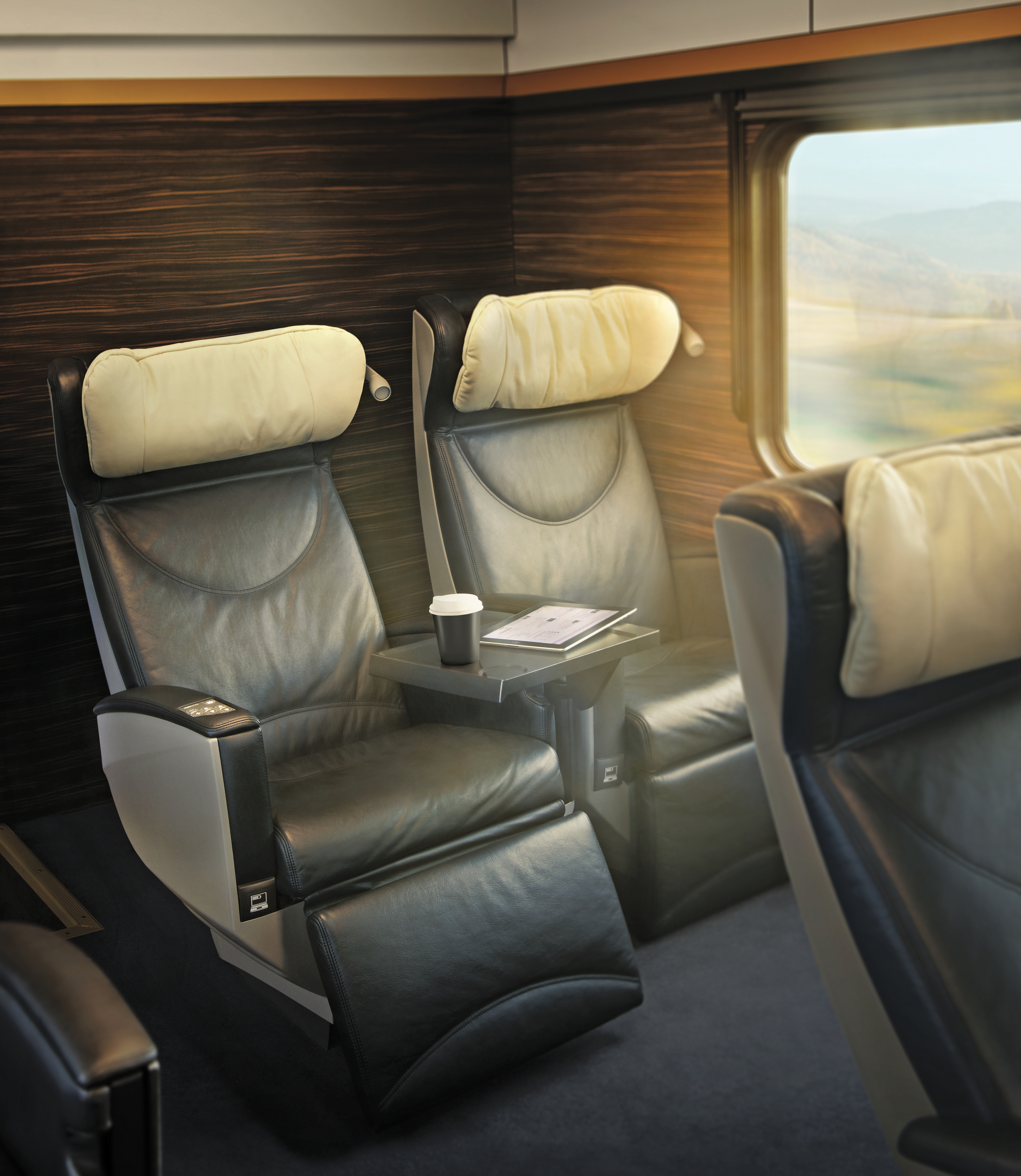
treininterieur in eerste klas
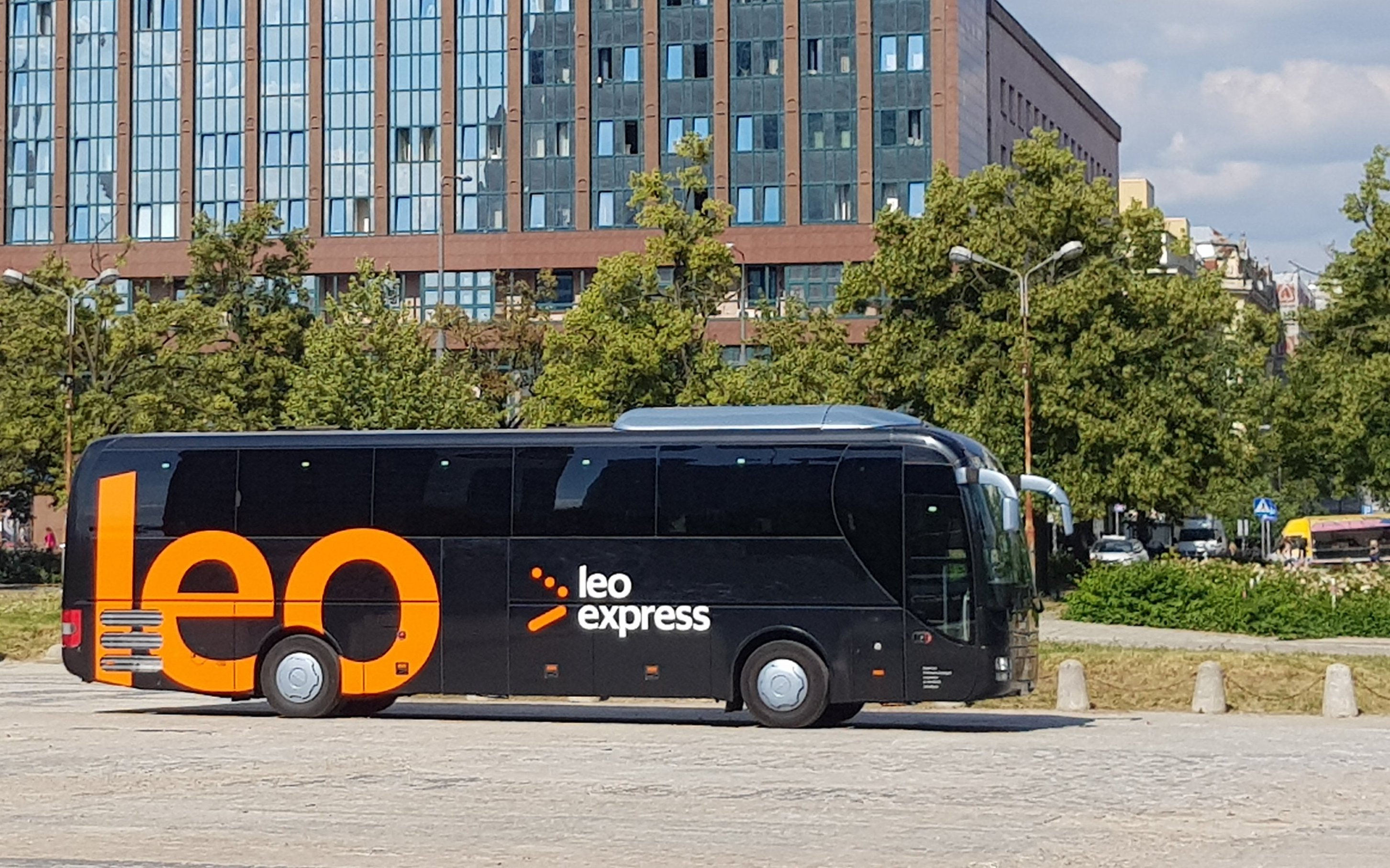
bus van Leo Express